# 김붕준

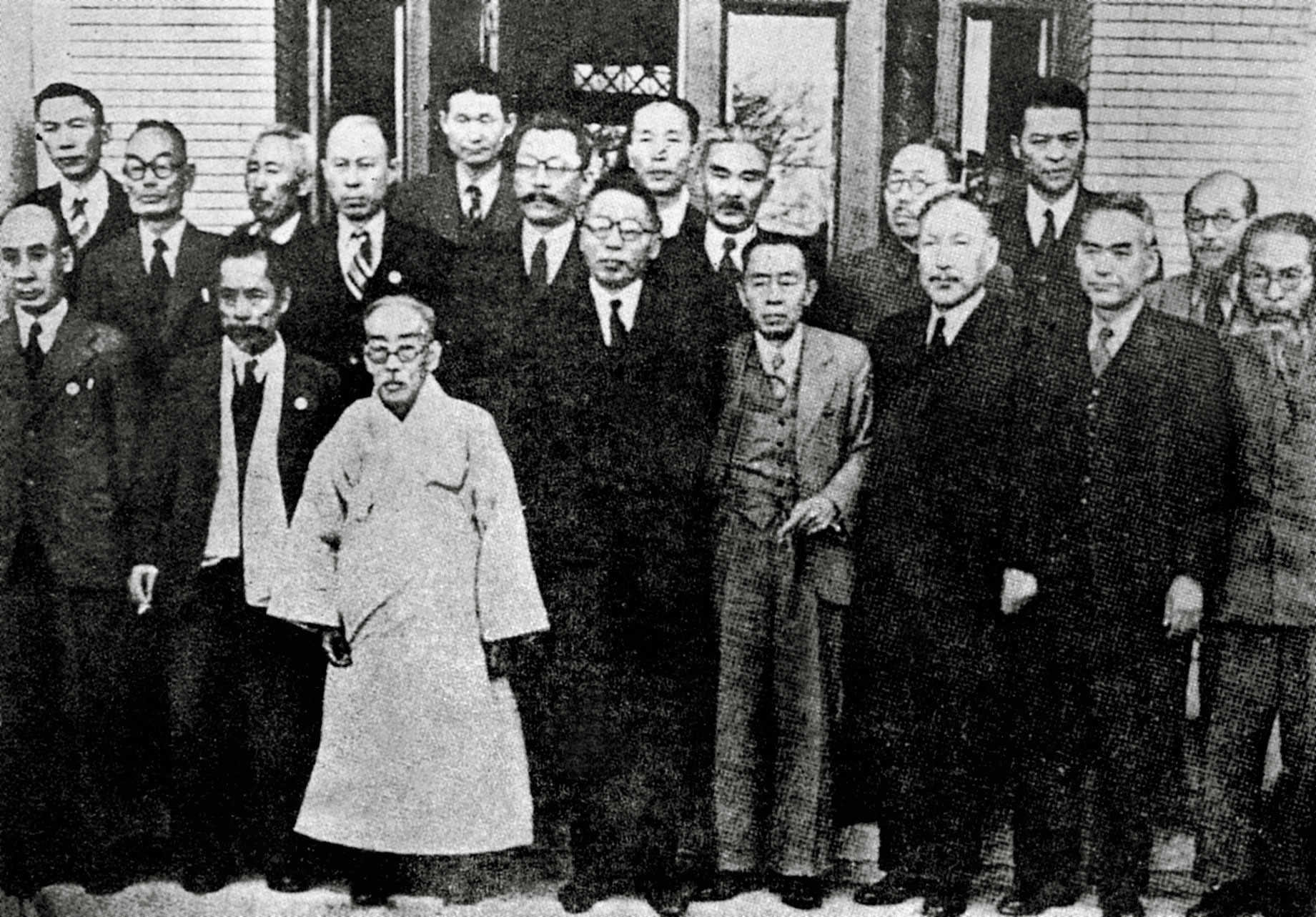
1945년 12월 3일. 임시정부요인 귀국기념 사진.
두 번째 줄 오른쪽에 있는 이가 성주식

맨 앞줄 좌로부터 (박찬익, 조완구, 김구, 이시영, 차이석
두 번째 줄 맨 왼쪽 성주식, 오른쪽 김붕준
맨 뒷줄 왼쪽부터 조성환, 조소앙, 이청천, 이범석, 이름 미상

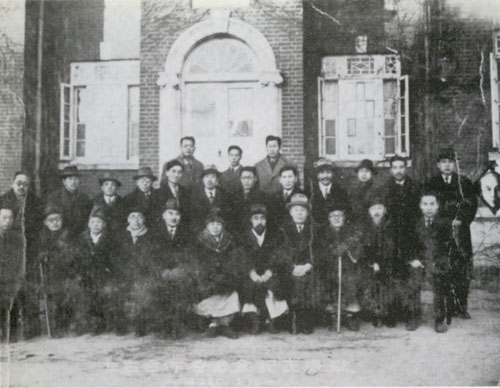
1947년 12월, 좌우합작위원회 해단식.

김붕준(金朋濬, 1888년 ~ 1950년 9월)은 일제강점기와 대한민국의 독립운동가·통일운동가·정치인이다. 대한민국 임시정부에서 활동하였으며, 해방 이후에는 중도우파로 원세훈 등과 함께 좌우합작운동과 남북협상에 참여하였다. 그밖에 미군정에서 설치한 남조선과도입법위원회 위원으로도 선출되었다.
그는 안창호, 윤치호의 신민회와 청년학우회에도 가담했고, 한일 합방 후 1911년 한석진 등과 승동학교를 경영하였다. 3.1 운동에 참가하였다가 중국 상하이로 망명하여 상해 임시정부와 대한민국 임시정부 수립에 참여하고 임시정부 각료로 활동하였다.
1950년 한국 전쟁때 서울에 있다가 7월 27일 조선인민군에 납북되었다가 그 곳에서 사망하였다. 평안남도 용강 출신이고, 호는 당헌(棠軒).

## 사후
- 대한민국 정부는 그의 공훈을 기려 1989년 건국훈장 대통령장을 추서하였다.

## 같이 보기
- 대한민국 임시정부
- 좌우합작운동
- 남북협상
- 김규식
- 원세훈
- 독립유공자로 대통령장을 수여받은 사람
- 제칠일안식일예수재림교회